# Eupithecia millieraria
Eupithecia millieraria là một loài bướm đêm trong họ Geometridae.